# Celestino Endrici

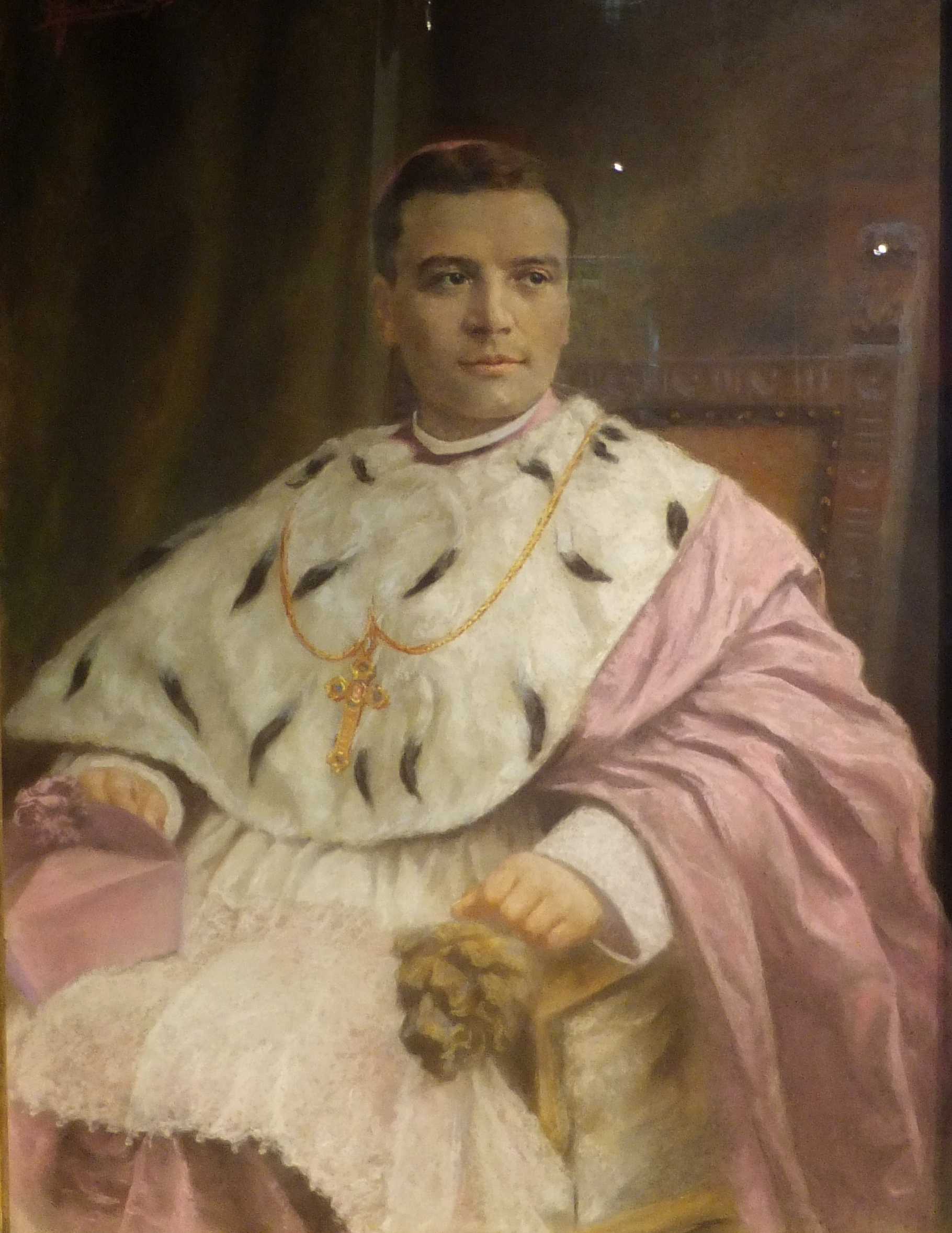
Celestino Endrici (1905), Porträt von Giovanni Battista Chiocchetti

Celestino Endrici (* 14. März 1866 in Don; † 29. Oktober 1940 in Trient) war ein römisch-katholischer Priester und Theologe. Er wirkte ab 1904 als Bischof, von 1929 bis 1940 als Erzbischof des Bistums Trient.

## Leben

### Anfangsjahre und Bischofsweihe
Endrici wuchs als Sohn des Nonsberger Landwirts Giovanni Endrici auf und absolvierte von 1879 bis 1885 das bischöfliche Kolleg in Trient. Nach seiner Matura folgten Studien der Theologie am Collegium Germanicum und Philosophie an der Universität Gregoriana in Rom, wo er in Theologie und Philosophie promoviert wurde. Am 28. Oktober 1891 empfing er das Sakrament der Priesterweihe. Nach siebenjährigem Romaufenthalt kehrte er 1892 nach Welschtirol zurück. Während seines Aufenthaltes in Rom war er von der katholischen Soziallehre Leo XIII. stark beeinflusst worden. Nach seiner Rückkehr wirkte der Neupriester als Kooperator in Cles und 1893 in der Pfarrei von Santa Maria Maggiore in Trient. 1896 folgte seine Berufung zum Professor für Moraltheologie und Soziologie sowie die Bestellung zum Vizerektor am Priesterseminar in Trient.
Der italienischsprachige Teil Tirols befand sich zu dieser Zeit in einer schweren wirtschaftlichen Krise, die dramatische Züge annahm. Begleitet wurden sie von dem Umstand, dass sich die italienische Bevölkerung gegenüber der deutschen Bevölkerung Tirols benachteiligt fühlte. Unter diesen Voraussetzungen sah es der Klerus im Bistum Trient als seine Aufgabe an, die soziale Frage im Land anzugehen. In Anlehnung an den Volksverein für das katholische Deutschland und die Christlichsozialen wurde 1898 in der Diözese das Komitee der katholischen Aktion gegründet. Endrici hatte dazu wesentliche Vorarbeit geleistet und übernahm nach der Gründung die Funktion des Sekretärs. Dem Komitee gehörten Laien und Geistliche, Vereine, Konsum- und Kreditgenossenschaften sowie Jugendfreizeitstätten an. Es beschäftigte sich vor allem mit der Organisation der katholischen Arbeitervereine, mit wirtschaftlichen Fragen, dem Bildungsbereich sowie der Presse- und Propagandaarbeit.
Kaiser Franz Josef I. ernannte Endrici im Alter von 37 Jahren am 3. Januar 1904 zum Fürstbischof von Trient. Das Domkapitel von Trient und die Metropolitandiözese Salzburg hatten sich gegen Endrici und für den Meraner Monsignore Josef Hutter ausgesprochen. Am 6. Februar stimmte Papst Pius X. der Ernennung Endricis zu. Die Bischofsweihe am 13. März 1904 empfing er durch Kardinalstaatssekretär Rafael Merry del Val; Mitkonsekratoren waren der Titularerzbischof von Amid Francesco Sogaro und der Titularerzbischof von Damascus Denis Steyaert. Am 19. März 1904 erfolgte die liturgische Besitzergreifung seines Bistums, das von 1825 bis 1920 noch als Suffraganbistum dem Erzbistum Salzburg angehörte. Mit seiner Ernennung zum Bischof wurde er Mitglied des Herrenhauses (Gruppe der Rechten) und des Tiroler Landtags, denen er bis 1918 angehörte.

### Opposition zum Volksbund
In einem Zeitungsinterview kurz nach seiner Ernennung sprach er sich gegen ultranationale Bewegungen, aber für eine Autonomie des italienischsprachigen Teils von Tirol sowie für eine italienischsprachige Universitätsfakultät aus, noch bevor es im September 1904 in den sogenannten Fatti di Innsbruck zu den Krawallen um eine italienischsprachige Rechtsfakultät in Innsbruck kam. Die Italianität des Trentino stellte für ihn kein Hindernis für die Zugehörigkeit zu Österreich-Ungarn dar, sondern war für ihn lediglich Voraussetzung für den Autonomieanspruch des Landes. Die Beschäftigung mit der nationalen Frage war Mittel zum Zweck, diesen immer drängender werdenden Punkt, nicht vollkommen den Liberalen und Sozialisten zu überlassen.
Im Streit zwischen Konservativen und den aufstrebenden Christlichsozialen, der insbesondere im deutschsprachigen Teil seiner Diözese mit den Städten Bozen und Meran ausgetragen wurde, versuchte Endrici zu vermitteln. Obwohl er für niemanden Position ergriff und zur politischen Einheit der Katholiken aufrief, geriet er in das Blickfeld der Deutschtiroler. Beide Seiten warfen ihm vor, zugunsten des politischen Gegners Partei zu ergreifen.
In Welschtirol wohnte er 1904 der Gründung der katholischen Sammelpartei Unione Politica Popolare Trentina (UPPT) bei. Endrici hatte nach der Badenischen Wahlrechtsreform 1896 und der Ausweitung des Wahlrechts wesentliche Vorarbeit für die Gründung der Partei geleistet. Er war fest davon überzeugt, dass die Arbeit der Katholiken in der Gesellschaft von der politischen Tätigkeit zu trennen sei.
Im März 1905 ernannte er den Laien Alcide De Gasperi zum Direktor der Diözesan-Zeitung La Voce Cattolica, die genau ein Jahr später unter dem Namen Il Trentino erschien. Auch nach seiner Ernennung zum Bischof stand die soziale Frage im Trentino im Mittelpunkt seines Interesses. Hier wirkte er auch im Kontrast zu liberalen und sozialistischen Ideen, wie die Legalisierung der Scheidung, konfessionslose Schulen und befürwortete den Aufbau christlicher Gewerkschaften. Zugleich sorgte er sich immer mehr auch um die nationale Frage im Trentino, vor allem was den Bildungsbereich anbelangte. Den Vertretern des Tiroler Volksbundes warf er ein zweifelhaftes Glaubensbekenntnis vor, das den ethischen Kontrast anheize. Vor allem die Ausweitung der Tätigkeiten das pangermanistischen Volksbundes im italienischsprachigen Teil Tirols, der sich im Aufbau deutscher Schulen äußerte, sah er als Aggression an. Das pangermanistische Treiben mit seiner Volkstumspolitik bedrohte in seinen Augen den religiösen und nationalen Frieden in Tirol.
Seinen Einsatz gegen die pangermanistischen Bestrebungen des Volksbundes im Trentino, lösten in deutschnationalen Kreisen Proteste aus. In einem Begrüßungstelegramm zum Treffen der katholischen Studenten in Levico Terme im September 1911 äußerte er den Wunsch, dass die katholische Jugend nach christlichen, italienischen Traditionen erzogen werde, die vom aufdringlichen, fremden Treiben des Volksbundes bedroht sei. Als Reaktion darauf sang bei seinem Pastoralbesuch in Bozen im November 1911 eine Gruppe von 20 Personen unter seiner Unterkunft deutschnationale Lieder wie „Die Wacht am Rhein“ und riefen italienfeindliche Parolen. Bei seinem offiziellen Empfang im Bozner Rathaus verwehrten ihm am Tag darauf Sympathisanten des Volksbundes ihre Ehrerbietung. Den Bau der Trinitatiskirche in Arco, der ersten protestantischen Kirche in Welschtirol, sah er mit Argwohn. Das Eindringen des Protestantismus in das katholische Welschtirol stellte für ihn eine von Außen in das Land getragene Gefahr dar, der rechtzeitig zu begegnen sei.
Wegen seiner Haltung gegen pangermanistische und deutschnationale Bestrebungen im Trentino wurde ihm vorgehalten, mit dem Italienischen Irredentismus zu sympathisieren. Aufgeschreckt durch die deutschsprachige Presse, ließ der k.k. Statthalter von Tirol und Vorarlberg, Friedrich von Toggenburg, Nachforschungen über die politische Zuverlässigkeit des Bischofs aus Trient anstellen. Auch nach seinem Tod wurde sein Bild eines „ausgesprochenen italienischen Nationalisten“ aufgrund seiner Opposition zum Treiben des Volksbundes im Trentino von einigen österreichischen Historikern aufrechterhalten.

### Konfination im Ersten Weltkrieg
Seine prekäre politische Einstufung bei den Behörden der Habsburgermonarchie, verschärfte sich mit dem Ausbruch des Ersten Weltkrieges noch. Zwar unterstützte er das Rote Kreuz, er vermied es aber, für den von Kaiser Franz Joseph I. als gerechten Krieg proklamierten Konflikt offen Position zu ergreifen. Nach der Kriegserklärung Italiens an Österreich-Ungarn im Mai 1915 spitzte sich die Lage weiter zu. So weigerte er sich der Aufforderung des Statthalters Toggenburg nachzukommen, den italienischen Kriegseintritt in einem offenen Brief zu verurteilen. Betroffen zeigte er sich vom Schicksal der aus dem Kriegsgebiet evakuierten Landsleute, die fast ihr ganzes Hab und Gut zurücklassen mussten. Er interessierte sich aber auch für die aus politischen Gründen nördlich des Brenners internierten Welschtiroler, darunter auch zahlreiche Angehörige des Klerus, die man verdächtigte Sympathien für den Irredentismus zu hegen. Bei einem Besuch von Erzherzog Karl am 25. Juni 1915 in Trient beschwerte er sich wegen des rüden Verhaltens der Militärs in Welschtirol, die mit der Bombardierung ganzer Dörfer drohten, falls ihren Anordnungen irgendeine Art von Widerstand aus der Bevölkerung zuteil werde.
Seine zurückhaltende Haltung gegenüber der öffentlichen Meinung stand im Kontrast zu den Äußerungen der österreichischen Bischofskonferenz. Er stand aber im Einklang mit den Positionen von Papst Benedikt XV. und seines im August 1914 verstorbenen Vorgänger Pius X., die den Krieg als Fehler ansahen. Am 16. Februar 1916 erfuhr das Festungskommando Trient von einem Denunzianten von der schriftlichen Anordnung Endricis an das Domkapitel von Trient, mit der er angeblich eine Teilnahme der Mitglieder des Domkapitels an einer geplanten Loyalitätskundgebung gegenüber dem Kaiser verbot. In Wahrheit hatte er in der Schrift die patriotische Haltung des Klerus unterstrichen, aber zugleich ausdrücklich auf die vom Vatikan ausgehende Friedensbotschaft hingewiesen. Die von ihm verfolgte pazifistische Linie des Papstes und seine fehlende Kriegsbegeisterung blieben, trotz seiner formale Loyalität gegenüber dem österreichischen Kaiserhaus, nicht ohne Folgen. In Vorbereitung auf die österreichisch-ungarische Offensive in Südtirol im Frühjahr 1916 wurde er schließlich auf Betreiben des k.u.k. Armeeoberkommandos wegen politischer Unzuverlässigkeit zuerst auf seinen Landsitz S. Nicolò in Ravina bei Trient, im Mai 1916 nach Wien und im Juni 1916 in das Stift Heiligenkreuz im Wienerwald konfiniert.
Während seiner Konfination wurde er von Kaiser Karl im September 1917 zum Rücktritt aufgefordert, dem er nicht nachkam. Zuvor hatten bereits führende Militärs wie Conrad von Hötzendorf und Erzherzog Eugen wegen seiner angeblich für das Militär schädlichen „Italianisierungsmaßnahmen“ gegen ihn Stimmung gemacht. Von den Ereignissen um seine Person gezeichnet, legte er seine Gedanken zu den Themen Staat, Monarch und Kirche in einem Aufsatz über den Josephinismus in Österreich nieder. Dabei befasste er sich vor allem kritisch mit dem Konkordat von 1855 und seiner schrittweisen Rücknahme. Nachdem er nicht zum Rücktritt gezwungen werden konnte, wurde als Kompromiss schließlich der Generalvikar der Diözese ausgewechselt.
Nach der Wiedereröffnung des Nationalrates in Wien ergriff Alcide De Gasperi in einer Rede am 12. Juni 1917 gegen das „katholische“ Österreich für ihn Partei. De Gasperi gelang es im Frühjahr 1918, sich mit dem von der Außenwelt so gut wie isolierten Endrici in Heiligenkreuz zu treffen. Er schmuggelte einen Hirtenbrief des Bischofs nach Trient, der der Zensur entging und in der Diözesanzeitung veröffentlicht wurde. Auf die Veröffentlichung reagierte Feldmarschall Conrad von Hötzendorf, Oberkommandierender in Tirol, verärgert. Endrici war bis 1918 davon überzeugt, dass sich an der Zugehörigkeit des Trentino zu Österreich nichts ändern werde. Erst im Laufe des Frühjahres kamen bei ihm Zweifel auf, ob die Doppelmonarchie den Krieg überstehen werde. Als sich im Sommer die Anzeichen einer österreichisch-ungarischen Kriegsniederlage immer deutlicher abzeichneten, begann er eine mögliche italienische Zukunft des Landes nicht mehr kategorisch auszuschließen. Während seines Aufenthaltes in Heiligenkreuz weihte Endrici den Mönch und späteren Abt Karl Braunstorfer zum Subdiakon. Am 8. November 1918 wurde er in Heiligenkreuz von einer italienischen Militärkommission schließlich befreit.

### Nachkriegszeit
Am 13. November 1918 kehrte Endrici von Heiligenkreuz in sein Bistum zurück, wo er als „Nationalheld“ mit großen Feierlichkeiten empfangen und mit hohen Auszeichnungen dekoriert wurde. Sein während des Krieges gezeigtes Engagement für die Bevölkerung und sein Widerstand gegen die österreichischen Machthaber sowie die daraus resultierende Konfination wurden nun als reiner Patriotismus ausgelegt. In seiner von Kriegsschäden, Flüchtlingen und Kriegsheimkehrern gezeichneten Diözese stand er vor enormen Aufgaben. Mit dem Wiederaufbau des katholischen Netzwerkes sollten Armut und Hunger, aber auch die politische Orientierungslosigkeit der Bevölkerung bekämpft werden. Bereits am 23. November 1919 erschien wieder die unter der Leitung von Alcide De Gasperi herausgegebene Diözesan-Zeitung, nun unter dem Namen Il Nuovo Trentino.
Endrici machte sich in der Folge daran, die unter dem katholischen Österreich genossenen Privilegien seiner Kirche zu verteidigen. Besonders am Herzen lag ihm die Frage des Religionsunterrichts an den Schulen in seiner Diözese. In der k.u.k. Monarchie lag der Unterricht fest in der Hand des Klerus und war im Gegensatz zum liberalen Italien ein Pflichtfach. Endrici gelang es, den von Ministerpräsident Giovanni Giolitti ausgehenden Versuch, den obligatorischen Religionsunterricht in den Mittel- und Oberschulen der neuen Provinzen aufzuheben, erfolgreich zu verhindern. Daneben setzte er sich für eine Neudefinition der Grenzen der Diözese ein, da von den 29 Dekanaten sieben im deutschsprachigen Teil des Bistums lagen und letztere dem Bistum Brixen anzuschließen seien.
Um seinen Anliegen Nachdruck zu verleihen, machte er wiederholt auf seine Rolle bei der Verteidigung des „italienischen“ Trentino vor den einflussreichen pangermanistischen Vereinen aufmerksam. In dieser ersten delikaten Phase nahm er die Rolle eines vertrauenswürdigen Mittelsmannes gegenüber den italienischen Behörden ein, um den Katholiken eine Rolle in vorderster Linie zu sichern. Zugleich beklagte er sich wegen der in die Länge gezogenen Pariser Friedenskonferenz und dem daraus resultierenden Schwebezustand, in dem sich das Trentino befand. Als der nach dem Waffenstillstand von Villa Giusti eingesetzte Militärgouverneur Guglielmo Pecori Giraldi im Juli 1919 von dem Zivilisten Luigi Credaro abgelöst wurde, zeigten sich die katholische Kreise besorgt. Credaro war Freimaurer und sein Verhältnis zum Klerus im Trentino war zunächst von beiderseitigen Misstrauen geprägt. Endrici zeigte sich aber bald positiv überrascht vom Wirken des Zivilgouverneurs und würdigte sein moderates und gerechtes Vorgehen.
Nachdem im November 1920 mit dem Grenzvertrag von Rapallo die italienische Ostgrenze festgelegt worden war, machte er sich zum Sprecher der nun zum Königreich Italien gehörenden ehemaligen österreichisch-ungarischen Diözesen. In einem von Celestino Endrici und den Bischöfen Francesco Borgia Sedej, Trifone Pederzolli und Angelo Bartolomasi sowie Monsignore Johannes Geisler verfassten Schreiben im Februar 1921 unterstrich man gegenüber der liberalen italienischen Regierung, dass die Rechte der Kirche in den neuen Provinzen weitgehend unverändert erhalten bleiben sollten. Ein Angriff des italienischen Staates auf die im Habsburgerreich gewährten Privilegien des Klerus hätte nach Ansicht der Bischöfe den sozialen Frieden in den neuen Provinzen ernsthaft in Frage gestellt. Damit nahm man auch Bezug auf das politisch unruhige Klima im sogenannten Biennio rosso und auf die friedensstiftende Rolle der Kirche.
Unterstützung fand Endrici für sein Vorgehen auch in der Römischen Kurie. Eine weitgehende Bestätigung der alten Privilegien der Kirche in den neuen Provinzen, hätte sich womöglich auch für den Heiligen Stuhl positiv auf die Klärung der Römischen Frage und einem Konkordat mit dem italienischen Staat ausgewirkt. Als das Dikasterium für die Bischöfe im August 1922 dem Wunsch einer Neuordnung des Bistums nachkam, und die deutschen Dekanate sowie die gemischtsprachige Dekanate Auer und Kaltern im Bozner Unterland dem Bistum Brixen anzuschließen gedachte, reagierte Endrici empört, da er die seelsorgerische Betreuung der zahlreichen italienischsprachigen Einwohner des Unterlandes durch eine solche Entscheidung gefährdet sah. Auch die italienische Regierung war gegen eine solche Neugliederung, weil sie eine negative Reaktion nationalistischer und faschistischer Kreise befürchtete. Das Dikasterium sah sich deshalb gezwungen, das Dekret zur Neuordnung der beiden Diözesen Trient und Brixen zurückzuziehen.
Ab dem Sommer 1921 zog sich Endrici langsam aus den politischen Angelegenheiten zurück. Die Gründe dafür lagen zum einen in den geänderten politischen und kirchlichen Rahmenbedingungen, die mit den ersten Landtagswahlen unter dem Königreich Italien 1921 und dem Beginn des Pontifikats von Pius XI. im Februar 1922, der dem Bischof weniger Freiheiten gewährte als sein Vorgänger, ihren Ausdruck fanden. Zum anderen trug zu seinem Rückzug sein verschlechterter Gesundheitszustand bei. Letzterer war seit seinem Zwangsaufenthalt in Heiligenkreuz angegriffen und 1921 stellten die Ärzte bei ihm eine bipolare Störung fest. Im Sommer 1921 musste er deswegen einen mehrmonatigen Sanatoriumsaufenthalt in Mariagrün in Graz antreten. Ende 1921 folgte ein zweiter Aufenthalt im Sanatorium Martinsbrunn in Meran und im Juli 1922 eine dritte Ruhepause in Uscio in Ligurien. Zu schaffen machte ihm auch die zunehmende Gewalt der faschistischen Schwarzhemden in seinem Bistum. Der Marsch auf Bozen am 1. und 2. Oktober 1922 stellte den Höhepunkt der faschistischen Gewaltwelle dar. Am 3. Oktober wurde auch der Landtag in Trient und der Gouverneurspalast von den Schwarzhemden besetzt. Am 4. Oktober 1922 trat schließlich auf Druck der Faschisten der Zivilgouverneur Credaro zurück.

### Faschismus
Unter dem neuen Präfekten Giuseppe Guadagnini und nach dem Marsch auf Rom änderte sich das politische Klima tiefgreifend im Trentino. Das im übrigen Italien geltende Kirchenrecht wurde nun auch auf das Trentino übertragen. Ins Blickfeld der Faschisten gerieten die Geistlichen, die in den gemischtsprachigen Dekanaten auf Deutsch predigten. Ihnen wurde unter anderem fehlender Patriotismus vorgeworfen. Endrici sah sich veranlasst, seinen Klerus vor wiederholten Rücktrittsforderungen der faschistischen Behörden zu verteidigen und in Schutz zu nehmen. Auf den Vorwurf des fehlenden Patriotismus entgegnete er mit seinem vor dem Ersten Weltkrieg gezeigten Widerstand gegen die pangermanistischen Umtriebe.
Endrici beklagte sich beim Heiligen Stuhl über die von Faschisten vorangetriebene Entnationalisierungspolitik in Südtirol. Seiner Meinung nach müsste in einer bereits vorher prekären Situation in den deutschen und gemischtsprachigen Dekanaten des Bistums mit mehr Umsicht vorgegangen werden. Die örtlichen und von den Faschisten kontrollierten Behörden drängten die Kurie dagegen zu mehr Einsatz in der Frage. Endrici unterstrich seine Rolle als Oberhirte aller Gläubigen in der Diözese. Er befand sich nun mit umgekehrten Vorzeichen in der gleichen Lage wie vor dem Ersten Weltkrieg. Diesmal musste er seine deutschsprachigen Gläubigen vor den nationalistischen Übergriffen des italienischen Faschismus schützen.
Das angespannte Verhältnis setzte sich auch 1924 fort, vor allem je näher der Termin für die Parlamentswahlen im April 1924 kam. Nachdem das Wahlergebnis in der Region weit hinter den Erwartungen der Faschisten zurückblieb, war der Klerus erneut faschistischen Repressalien ausgesetzt. Endrici rief zur Zurückhaltung bei der Reaktion des Klerus auf. Man sollte die Regierung nicht weiter durch öffentliche Kundgebungen beunruhigen. Auch in der Folge hob er vor, dass öffentliche Kritik gegenüber der faschistischen Regierung vermieden werden sollte, und um die heikle Lage nicht weiter anzuspannen, sollten Probleme mit der Regierung über den Heiligen Stuhl angegangen werden.
Die stärksten Meinungsverschiedenheiten gab es bezüglich des katholischen Vereinswesens im Trentino. Letzterer konnte auf eine 30-jährige Geschichte zurückblicken und war fest in der Gesellschaft verankert. Der Bischof sah es als seine vorwiegende Aufgabe an, dieses Erbe vor den Angriffen der Faschisten zu schützen. Im Laufe des Jahres 1926 übte man zusehends auf die verschiedenen katholischen Vereine und Verbände Druck aus, damit in den Vereinsführungen Mitglieder der Nationalen Faschistischen Partei aufgenommen wurden. Trotz der Intervention Endricis bei Innenminister Luigi Federzoni und beim Heiligen Stuhl, setzten sich die Drohungen fort. Das vermeintliche Attentat auf Mussolini durch den fünfzehnjährigen Anteo Zamboni am 31. Oktober 1926 wurde schließlich zum Anlass genommen, die Opposition endgültig zum Schweigen zu bringen. Auch das Diözesan-Blatt Il nuovo Trentino musste seine Veröffentlichungen einstellen. Aus Rache zerstörten Schwarzhemden die Büros zahlreicher katholischer Einrichtungen in Trient und in den Tälern. In einem Brief an Federzoni forderte Endrici die Regierung zu einem resoluten Einsatz auf, damit man gegen die Gewalt und den Terror der Squadristen vorgehe. Auch der Heilige Stuhl wurde um Hilfe gebeten. Da er den lokalen Behörden nicht mehr traute, wandte er sich in einem Telegramm direkt an Mussolini. Für Endrici stand der gewaltbereite und antiklerikale Faschismus in seiner Diözese im Kontrast zum Faschismus der Regierung, den er als kirchenfreundlich einstufte. Mussolini war in seinen Augen derjenige, der dem Ganzen Einhalt gebieten konnte.
Mitte November 1926 reiste er nach Rom mit der Absicht, sich mit Mussolini zu treffen. Währenddessen setzte sich die willkürliche Besetzung der katholischen Einrichtungen durch die Squadristen im Bistum fort. Am 23. November wurde er schließlich von Mussolini empfangen. Bei dem Treffen war auch der Trienter Präfekt, Giuseppe Guadagnini, anwesend. Dem Einfluss Guadagninis schrieb er zu, dass Mussolini ihm nur wenige Zugeständnisse machte und ihn nur beschwichtigen wollte. Die katholischen Einrichtungen im Bistum blieben mit der Zustimmung Mussolinis unter faschistischer Kontrolle. Auch die Endrici besonders am Herzen liegende Einstellung der Diözesan-Zeitung wurde nicht zurückgenommen. Letztere wurde unter vollständig neuer Redaktion als unpolitische Wochenzeitung La vita trentina zu Weihnachten 1926 wieder herausgegeben. Alle kommerziellen Einrichtungen der Kirche fielen schließlich an die Faschisten.
Der faschistischen Säuberungswelle fielen auch hochrangige Kirchenfunktionäre und mit der Kirche eng verbundene Personen zum Opfer. Darunter der langjährige Weggefährte Endricis sowie Vorsitzender der Partito Popolare, Alcide De Gasperi. Erneut intervenierte Endrici bei der Regierung, allerdings ohne Erfolg. De Gasperi wurde in Haft genommen und erst Monate später begnadigt. Weiteres Konfliktpotential mit dem Regime ergab sich im Bereich der Jugenderziehung. Die faschistischen Jugendorganisationen, wie die Balila, drängten in diese bislang fest in den Händen des Klerus liegende Sparte. Auch der von Endrici begrüßte Abschluss der Lateranverträge im Februar 1929 trug in der Frage nicht zu einer Lösung bei, sondern verschärfte den Konflikt noch. Wenige Monate nach Unterzeichnung der Lateranverträge wurde Endrici mit der Erhebung Trients zum Erzbistum durch Papst Pius XI. am 14. Juni 1929 zum Erzbischof von Trient ernannt. Im weiter schwelenden Streit um die Erziehung der Jugend zwischen Kirche und faschistischen Staat ordnete Mussolini am 28. Mai 1931 die Auflösung aller katholischen Jugendorganisationen und -einrichtungen an. Im Erzbistum Trient waren von der Schließung 360 Vereine betroffen. Endrici protestierte energisch, aber vergeblich, gegen das Vorgehen, da man damit gegen die Lateranverträge verstoße.

### Nationalsozialismus
Mit der Machtergreifung Hitlers taten sich neue Probleme in seinem Bistum auf. Endrici erkannte schnell, dass die Bevölkerung in den deutschsprachigen Dekanaten aufgrund der vom italienischen Faschismus betriebenen Italianisierungspolitik zum Nationalsozialismus gedrängt wurde. Er unterstrich, dass die faschistischen Auflagen in Südtirol diesen Trend noch verstärken würden, wenn dem Klerus jegliche politische Tätigkeit untersagt sei.
Zusammen mit dem Brixner Bischof Johannes Raffl hatte er sich zuvor bemüht, den Religionsunterricht in Deutsch in Südtirol aufrechtzuerhalten, trotz der 1923 von Bildungsminister Giovanni Gentile eingeführten Reform, die eine schrittweise Einführung der italienischen Sprache als einziger Unterrichtssprache vorsah. Endrici sah zwar die Italianisierung Südtirols als unausweichlich an, der Prozess sollte allerdings schrittweise und sehr langsam vonstattengehen, zumal seiner Ansicht nach die Südtiroler Veränderungen gegenüber nicht sehr offen waren. Das eilige Vorgehen der Faschisten sah er als kontraproduktiv an. 1935 beklagte er sich in einem Schreiben an die lokalen Behörden, dass der nach wie vor auf den Klerus ausgeübte Druck zur weiteren Anspannung der Lage beitrage und den Weg für die Propaganda der Nazis frei mache.
In der Diözesan-Zeitung verurteilte er zugleich offen die Rassenideologie des Dritten Reiches. Im Zusammenhang mit der Schrift „Der Mythus des 20. Jahrhunderts“ von Alfred Rosenberg sprach er im Mai 1934 von der darin geäußerten Verachtung gegenüber den Dogmen der katholischen Kirche. Ähnlich äußerte er sich über die Schrift „Die deutsche Nationalkirche“ von Ernst Bergmann.
Das Jahr 1938 stellte mit dem Anschluss Österreichs eine Wende in der Auseinandersetzung mit dem Nationalsozialismus dar. In einem dem deutschsprachigen Klerus seiner Diözese vorbehaltenen Brief bezeichnete Endrici den Nazismus als eine für einen Priester nicht akzeptable Ideologie und rief zum Widerstand auf.
Die Option 1939 sah Endrici als Bedrohung für die natürlichen Rechte der Südtiroler an. Seiner Ansicht nach wurden die Südtiroler vor das Dilemma gestellt, zwischen Muttersprache und Heimat wählen zu müssen. Es herrsche geradezu eine allgemeine Psychose in dieser Frage. Die Propaganda der Nazis nütze das Leid der deutschsprachigen Bevölkerung aus, die in der Vergangenheit von zahlreichen Restriktionen des Faschismus betroffen war. Zudem wurde durch die Propaganda gezielt die Angst verbreitet, alles zu verlieren, falls man nicht für das Reich stimme. Endrici war außerdem aufgrund der sehr prekären Lage der Kirche im Reich besorgt um die Religiosität der Optanten. Er wandte sich an den Heiligen Stuhl, damit dieser bei der Regierung interveniere, um der Nazi-Propaganda Einhalt zu gebieten. Die faschistische Regierung sollte den Dableibern Versicherungen machen und der von den Nazis verbreiteten Sizilien-Legende entgegenhalten. Mit Letzterer hatten die Nazis das Gerücht der für die Dableiber vorgesehenen Zwangsumsiedlung nach Sizilien bekräftigt. In einem seiner letzten Schreiben bedauerte er die Entscheidung des Brixner Bischofs, Johannes Geisler, für die Auswanderung gestimmt zu haben.
Celestino Endrici starb am 29. Oktober 1940.

## Ehrungen und Auszeichnungen
- Römischer Graf
- Päpstlicher Ehrenprälat
- Via Endrici in der Nähe des Trienter Doms
- Gedenktafel im Stift Heiligenkreuz (2005)[49]

## Veröffentlichungen
- Pastorelle Weisungen und Behelfe. Trient 1941.